# Leucorrhinia albifrons
Leucorrhinia albifrons е вид водно конче от семейство Libellulidae. Видът не е застрашен от изчезване.

## Разпространение
Разпространен е в Австрия, Беларус, Германия, Естония, Казахстан, Латвия, Литва, Нидерландия, Норвегия, Полша, Русия, Словакия, Украйна, Финландия, Франция, Чехия, Швейцария и Швеция.
Регионално е изчезнал в Дания.

## Описание
Популацията на вида е стабилна.